# Hans Vaihinger
Hans Vaihinger (Nehren, Alemania, 25 de septiembre de 1852 – Halle, Alemania, 18 de diciembre de 1933) fue un filósofo alemán, más conocido como un estudioso de Kant y por su Philosophie des Als Ob (La filosofía del «como si», 1911).
Vaihinger nació en Nehren, Württemberg, Alemania, cerca de Tübingen, y creció en lo que él describió como un "entorno muy religioso". Fue educado en Tübingen, Leipzig, y Berlín, se convirtió en un tutor y más tarde en profesor de filosofía en Estrasburgo antes de trasladarse a la universidad en Halle en 1884. Desde 1892, se convirtió en profesor titular.
En Philosophie des Als Ob, discutió que los seres humanos nunca pueden saber realmente la realidad subyacente del mundo, y que como resultado construimos sistemas de pensamiento y entonces asumimos que estos encajan con la realidad: nos comportamos "como si" el mundo encajara en nuestros modelos. En particular, usó ejemplos de las ciencias físicas, como los protones, los electrones, y las ondas electromagnéticas. Ninguno de estos fenómenos ha sido observado directamente, pero la ciencia aparenta que existen, y usa observaciones hechas en estas suposiciones para crear nuevas y mejores estructuras. 
Esta filosofía, sin embargo, es más amplia que sólo la ciencia. Uno no puede nunca estar seguro de que el mundo siga existiendo mañana, pero normalmente asumimos que así será. Alfred Adler, el fundador de la Psicología individual, estuvo profundamente influenciado por la teoría de ficciones de Vaihinger.

## Trabajos
- Philosophie des Als Ob (La filosofía del «como si») 1911

## En la literatura
Su Philosophie des Als Ob aparece en el cuento Tlön, Uqbar, Orbis Tertius de J. L. Borges.
- Datos: Q76518
- Multimedia: Hans Vaihinger / Q76518